# キャロル・ロール
キャロル・ロール（Carole Laure 1951年8月5日-）はカナダ出身の女優。歌手。別表記ではカロル・ローレとも言う。
活動はフランスを中心に、70年代から80年代を中心に活躍していた。

## 映画
- スウィート・ムービー Sweet Movie (1974)
- ビッグ・マグナム77 A Special Magnum for Tony Saitta (1976)
- L'Ange et la femme (1977)
- メナース La menace (1977)
- ハンカチのご用意を Préparez vos mouchoirs (1977)
- 勝利への脱出 Victory (1981)
- 激突!!'88 Asphalte (1981)
- 切り裂きジャック・イン・パリ Un assassin qui passe (1981)
- ハートブレーカー Heartbreakers (1984)
- 欲望の迷路 The Surrogate (1984)
- ナイト・マジック/幻想夜曲 Night Magic (1985)
- 肉体の証言 Sweet Country (1986)
- 欲望の嵐 La nuit avec Hortense (1988)
- フライト・フロム・ジャスティス Flight from Justice (1993)

## アルバム
- アリバイ(1978)
- キャロル・ロール、ルイス・フューレイ、ファンタスティカ(1980)
- ナイト・マジック(1985)
- ウエスタン・シャドウズ(1989)
- シー・セイズ・ムーヴ・オン(1991)
- センチメンタル・ナチュレルズ(1997)
- コレクション・レジェンデ(1999)